# De transfiguratie (Rafaël)
De transfiguratie (Italiaans: Trasfigurazione) is een schilderij van de Italiaanse renaissanceschilder Rafaël uit 1516-1520. Het schilderij is ongeveer vier meter hoog en bijna drie meter breed. Het is het laatste grote werk uit Rafaëls oeuvre en behoort tot de collectie van de Vaticaanse Musea in Vaticaanstad. Het schilderij was een voorbeeld voor de barokschilders als Rubens en Caravaggio.

## Achtergrond
Het schilderij is gemaakt in opdracht van kardinaal Giulio de' Medici, de latere paus Clemens VII. Hij had besloten twee grote altaarstukken te schenken aan de kathedraal van Narbonne in Frankrijk, sinds 1515 zijn aartsbisschoppelijke zetel: De transfiguratie door Rafaël en De opwekking van Lazarus door de in Rome werkende Venetiaan Sebastiano del Piombo, deels op basis van tekeningen door Michelangelo, die in die periode in Florence verbleef. Door Rafaël in competitie met Michelangelo te laten werken wilde de kardinaal ervoor zorgen dat Rafaël het werk zo veel mogelijk eigenhandig zou schilderen.
Het heeft latere bewonderaars van Rafaël verbaasd dat de stijl van de onderste scène zo sterk contrasteert met de eigenlijke transfiguratie. Zij vonden het onvoorstelbaar dat de schilder wiens werk eeuwenlang als het classicistische ideaal gold, zich niet aan de eenheid van stijl zou houden. Daarom moest de onderste scène wel het werk van zijn atelier zijn geweest, in het bijzonder zijn jonge assistent en de latere maniërist Giulio Romano, die na de voortijdige dood van zijn meester het schilderij zou hebben voltooid. Technisch onderzoek heeft echter uitgewezen het werk vrijwel volledig door Rafaël zelf is geschilderd. Rafaël was te veelzijdig en ambitieus om zich tot één werkwijze te beperken. Het contrast in stijl tussen de beide scènes is eerder te verklaren doordat Rafaël in één werk de competitie wilde aangaan met zowel het verfijnde kleurgebruik van de Venetiaan Sebastiano del Piombo als de ruimtelijke, driedimensionale vormen van de Florentijnse beeldhouwer Michelangelo, om daarmee tegelijk de paragone – de wedijver tussen schilderkunst en beeldhouwkunst – in zijn voordeel te beslissen. De weergave van het licht, waartoe wel de schilder en niet de beeldhouwer in staat is, speelt dan ook een centrale rol in het schilderij: in de bovenste helft is er de serene Christus omstraald door het eeuwige licht van de verblindende wolk waaruit de stem van God klinkt, met ernaast de aardse zonsondergang in de verte, en onderaan de druk gebarende figuren in clair-obscur dat ruimte en diepte schept.

## Voorstelling

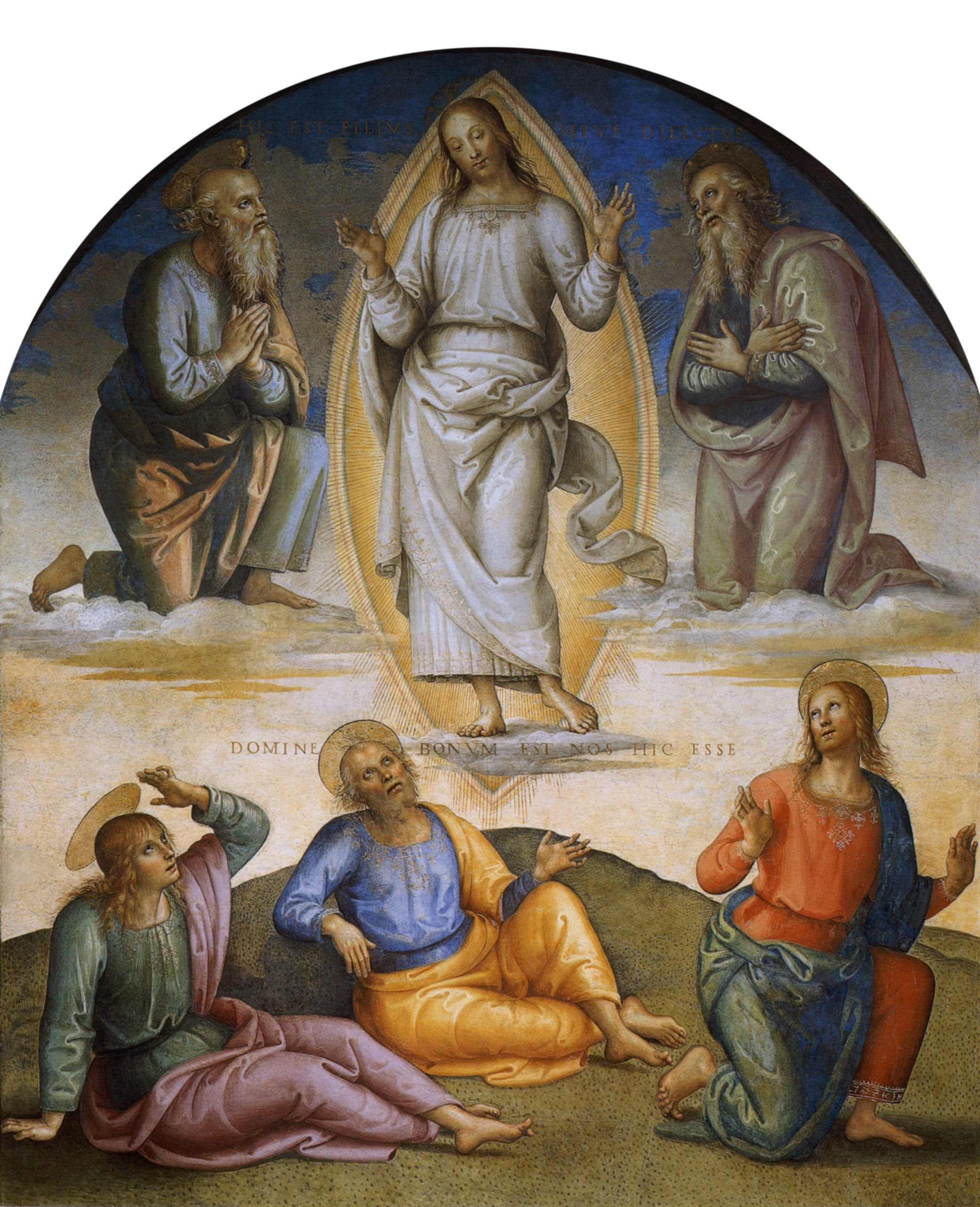
Pietro Perugino, De transfiguratie, fresco, 1496-1500, Collegio del Cambio, Perugia

De voorstelling is verticaal in tweeën gedeeld en illustreert twee opeenvolgende verhalen uit het Nieuwe Testament. Het bovenste gedeelte toont de eigenlijke transfiguratie, zoals beschreven in de evangeliën van Matteüs, Marcus en Lucas: Jezus gaat met de apostelen Petrus, Jakobus en Johannes naar de top van een berg, traditioneel Tabor genoemd. Daar aangekomen begint Jezus' gezicht te stralen als de zon en wordt zijn kleding helderwit. Naast hem verschijnen de oudtestamentische profeten Mozes en Elia, waarna uit een lichtende wolk de stem van God klinkt, die evenals tijdens de doop in de Jordaan zegt: "Dit is mijn Zoon." De drie apostelen vallen op de grond en schermen hun ogen af van het licht. Op het schilderij zweven Jezus en de twee profeten in de lucht, terwijl hun kleding omhoog wappert. Op eerdere schilderijen waren ze statischer afgebeeld, hetzij staande op de grond, zoals bij Giovanni Bellini, hetzij roerloos zwevend op wolken, zoals op de fresco's van Rafaëls leermeester Pietro Perugino. Links zijn twee figuren in aanbidding getuige van het gebeuren. Hun identiteit is onzeker is, maar ze stellen mogelijk de broers Justus en Pastor voor, de twee heiligen aan wie de kathedraal van Narbonne was gewijd.
De onderste helft van het schilderij illustreert het verhaal dat er direct op volgt en waarin de negen achtergebleven apostelen er niet in slagen een door de duivel bezeten kind te genezen. Nadat Christus is teruggekeerd, geneest hij de jongen alsnog en verwijt hij de apostelen dat hun geloof te klein was. Door dit verhaal eraan toe te voegen trokken Rafaël en zijn adviseurs een parallel met De opwekking van Lazarus van Sebastiano del Piombo. Dat het op beide werken om een genezing gaat, was bovendien toepasselijk voor de Medici-familie, die op dat moment al paus Leo X in het Vaticaan had. Op het schilderij zijn links de apostelen afgebeeld en rechts de groep met de bezeten jongen en zijn ouders. Ze worden verbonden door een knielende vrouw die naar de jongen wijst. Haar identiteit is onzeker. Mogelijk gaat het om een van de sibillen.
Het verhaal van de mislukte genezing had ook een actuele, kerkelijke betekenis. Het moest de gelovigen duidelijk maken dat alleen Jezus wonderen kon verrichten. Door het overdragen van de sleutels van het Koninkrijk der Hemelen aan Petrus, had hij hem als zijn vertegenwoordiger op aarde aangewezen. Dit wordt verhaald in Matteüs in het hoofdstuk, dat direct voorafgaat aan de transfiguratie. En aangezien de paus de opvolger was van Petrus, was het christendom ondenkbaar zonder de kerk van Rome. Afgezien van Jezus is de belangrijkste figuur op het schilderij dan ook Petrus, de enige apostel die opkijkt naar de verheerlijking van Christus. Ook de bestemming die de kardinaal er ten slotte aan gaf, wijst hierop: niet zoals eerst gepland de kathedraal van Narbonne, maar de kerk San Pietro in Montorio, direct naast de plek waar volgens de overlevering Petrus was gekruisigd.

## Voorstudies
Er bestaat een modello, uitgevoerd door een assistent van Rafaël, waarop alleen de transfiguratie is afgebeeld. Dit was waarschijnlijk een voorlopig ontwerp ter goedkeuring van de kardinaal, voordat het definitieve formaat en het onderwerp van Sebastiano's schilderij bekend waren. Op dat moment werd hieraan de episode met de bezeten jongen toegevoegd, zoals blijkt uit andere ontwerptekeningen. Op de sommige daarvan staat Christus op de grond en zweeft hij nog niet boven de drie verblinde apostelen. Eind september 1518 stuurde Rafaël Battista Dossi naar Venetië om pigmenten in te kopen. In mei was daar de monumentale Maria-Tenhemelopneming van Titiaan ingewijd en dit werk was mogelijk voor Rafaël de aanleiding om zijn compositie te herzien.

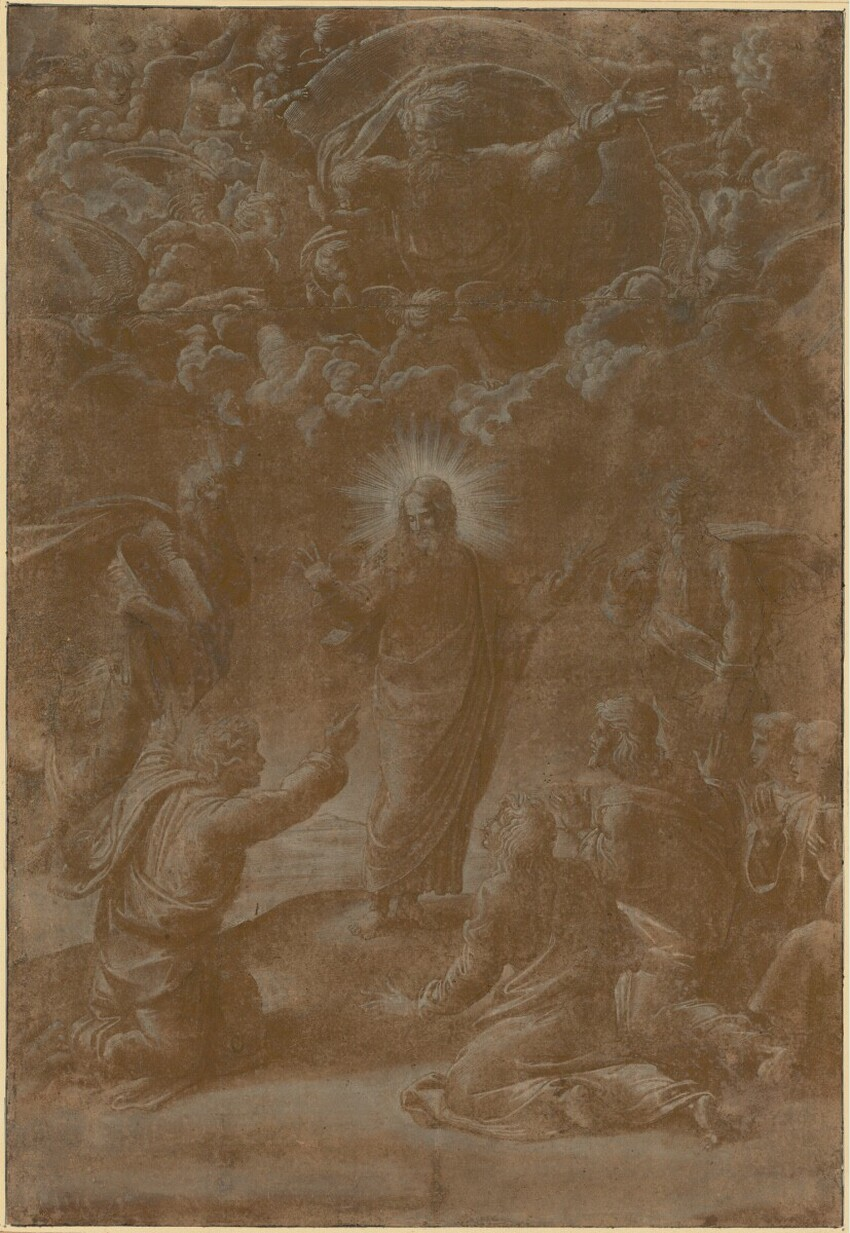
atelier Rafaël, Modello voor een transfiguratie, Albertina ZG VII 193, Wenen
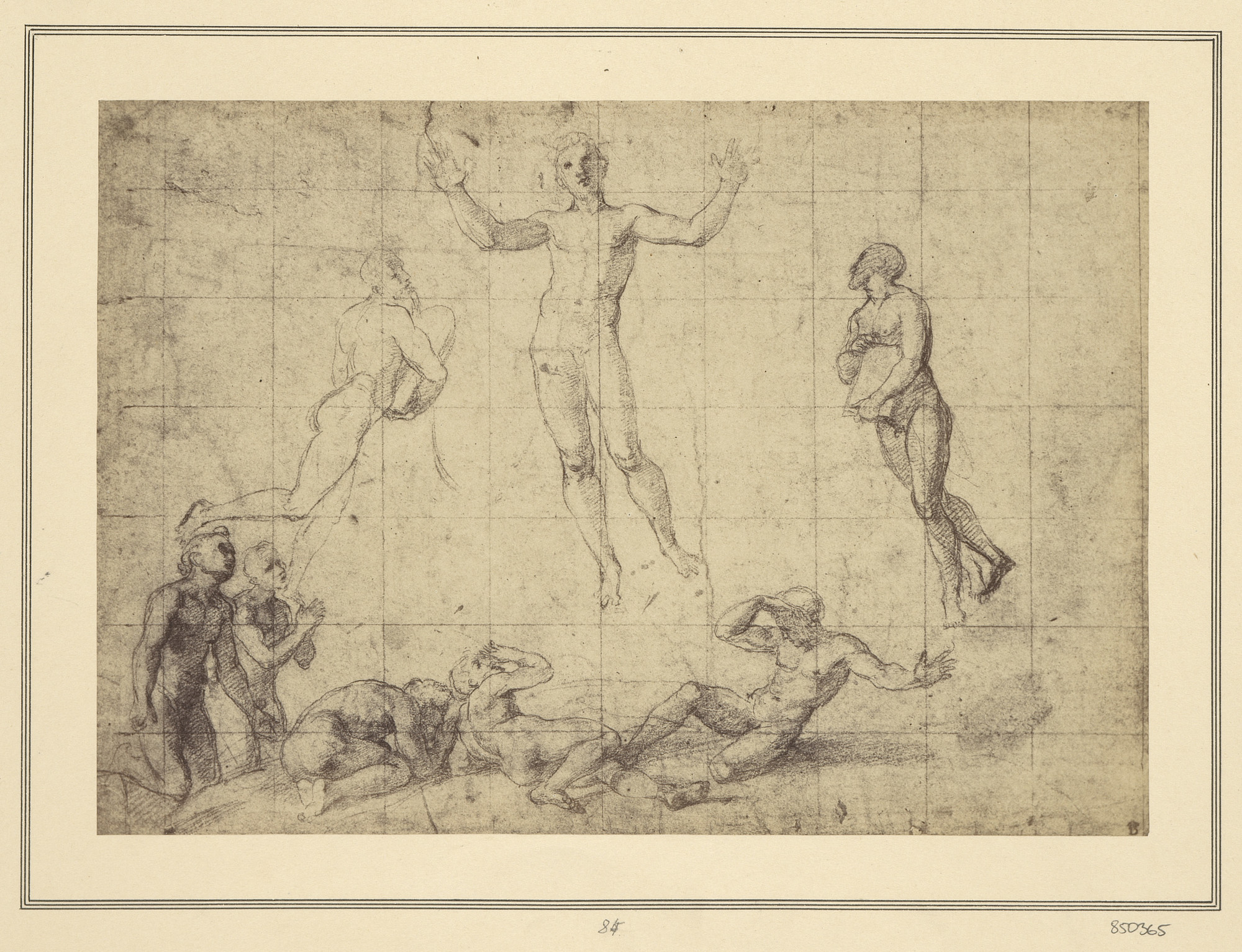
Studie voor de bovenste helft, Chatsworth House (foto naar de tekening)
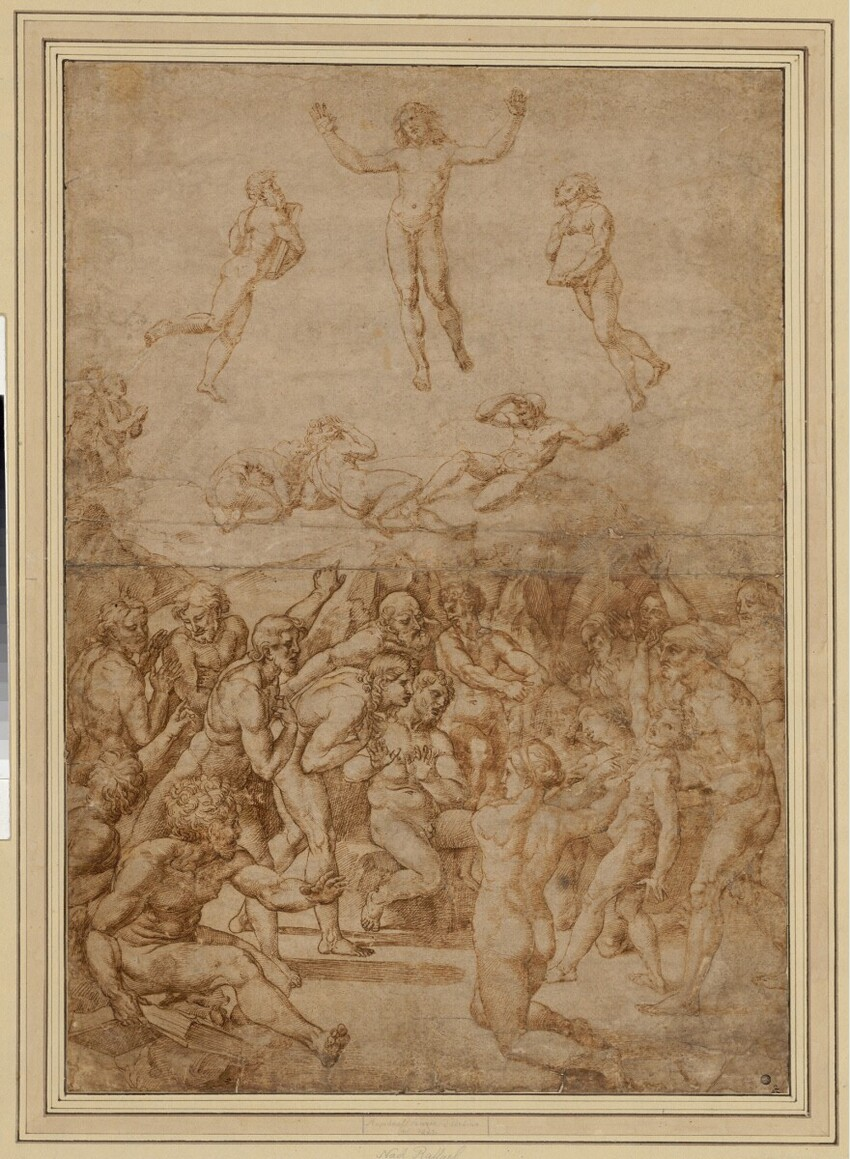
naar Rafaël, Modello met naaktstudies, Albertina, Wenen

Het ontwerp van de hele compositie was gebaseerd op aparte naakt- en gewaadstudies van de afzonderlijke figuren en groepen, die deels door Rafaël zelf werden uitgevoerd, maar bijvoorbeeld de bewaard gebleven studie van de bezeten jongen en zijn vader lijkt eerder het werk van een assistent, zoals Giulio Romano.

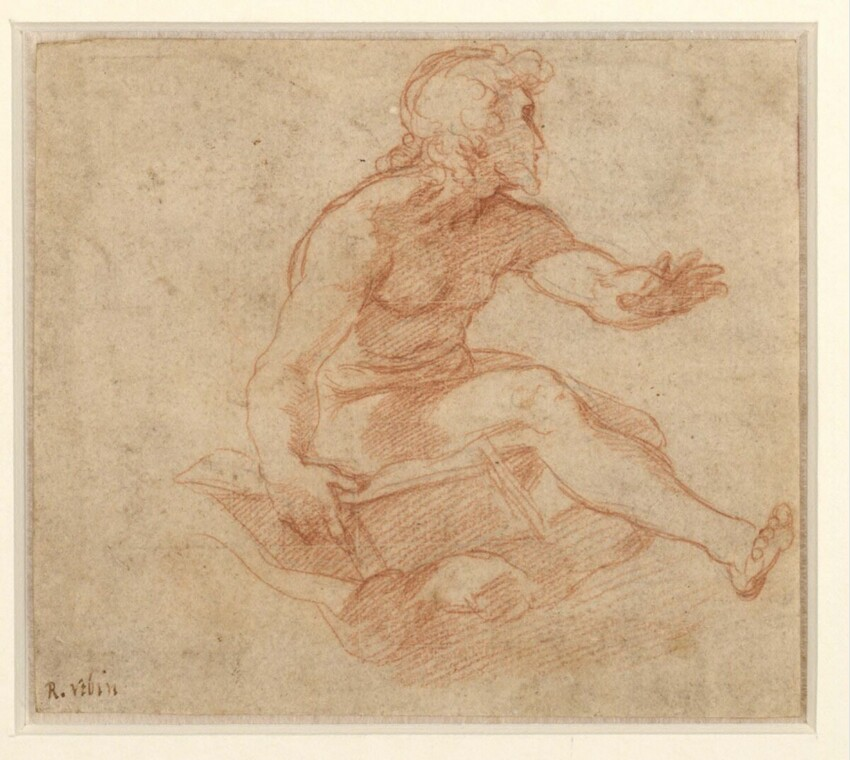
Naaktstudie voor Andreas, Albertina, Wenen
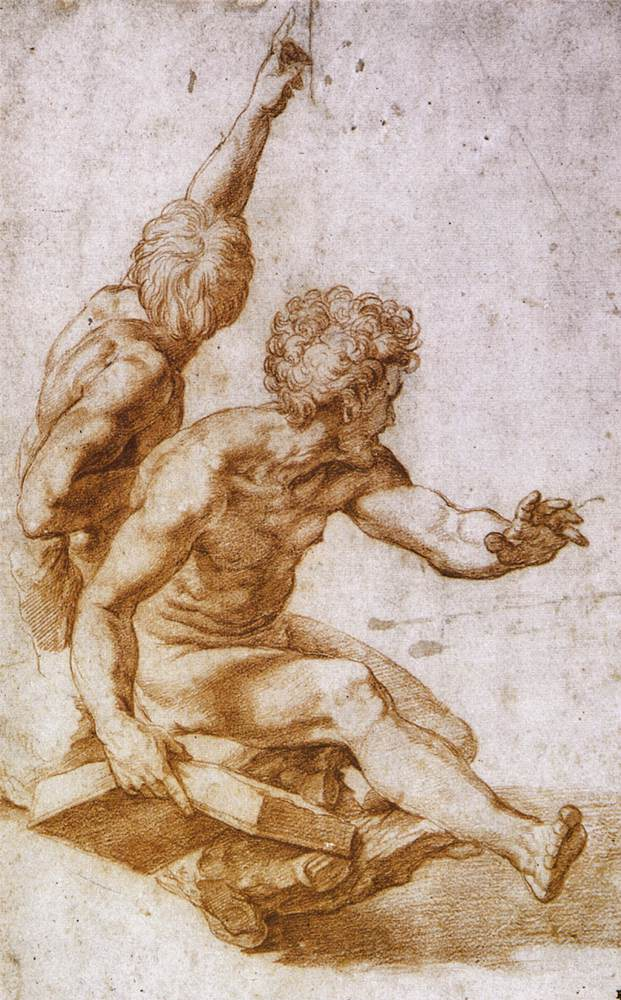
Studie voor Andreas en een jonge apostel, Chatsworth House, Devonshire Collection
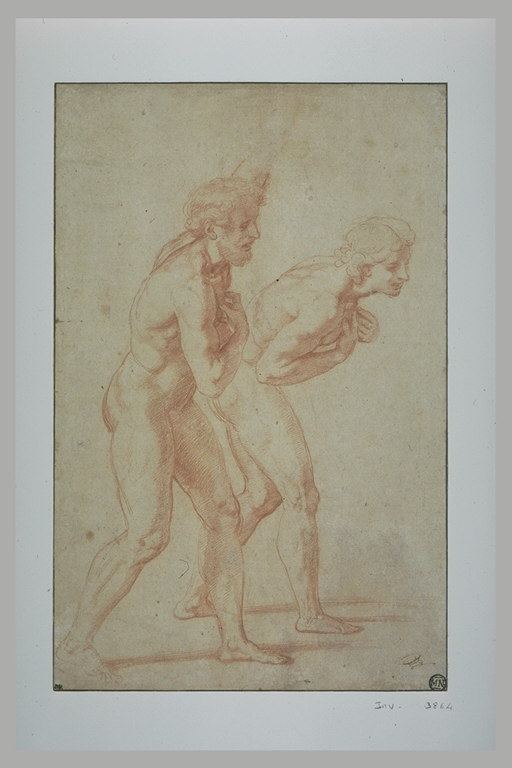
Naaktstudie voor twee apostelen, Louvre, Parijs
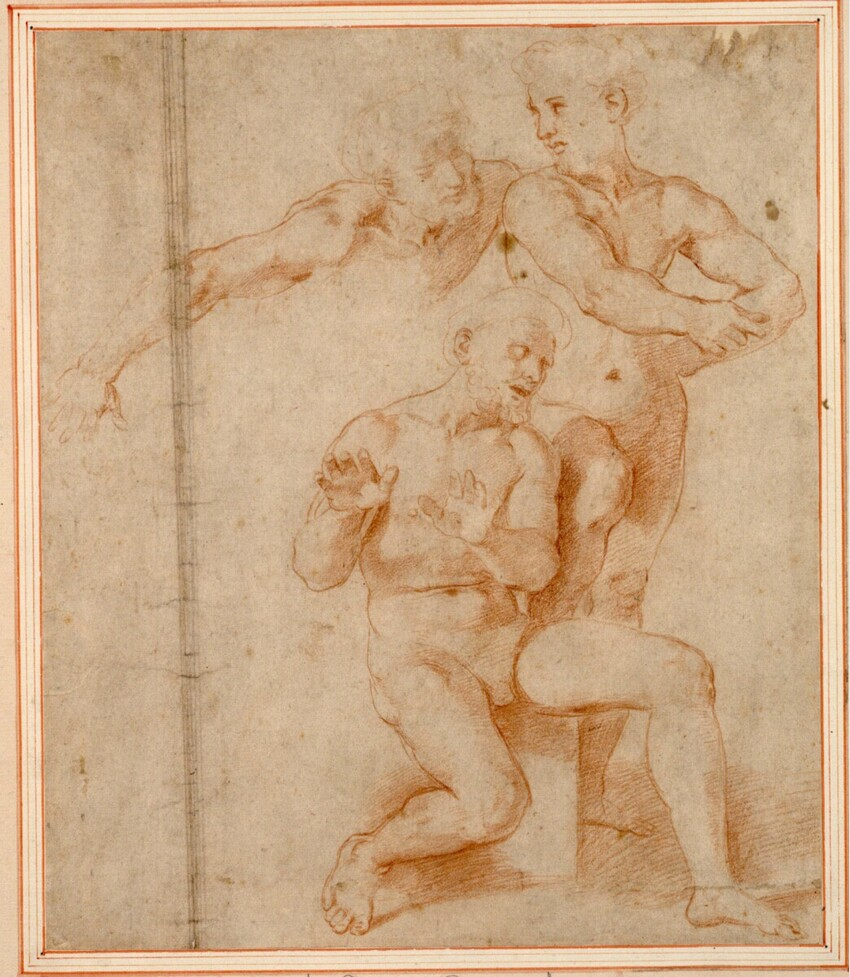
Naaktstudie voor de groep apostelen in het midden, Albertina, Wenen
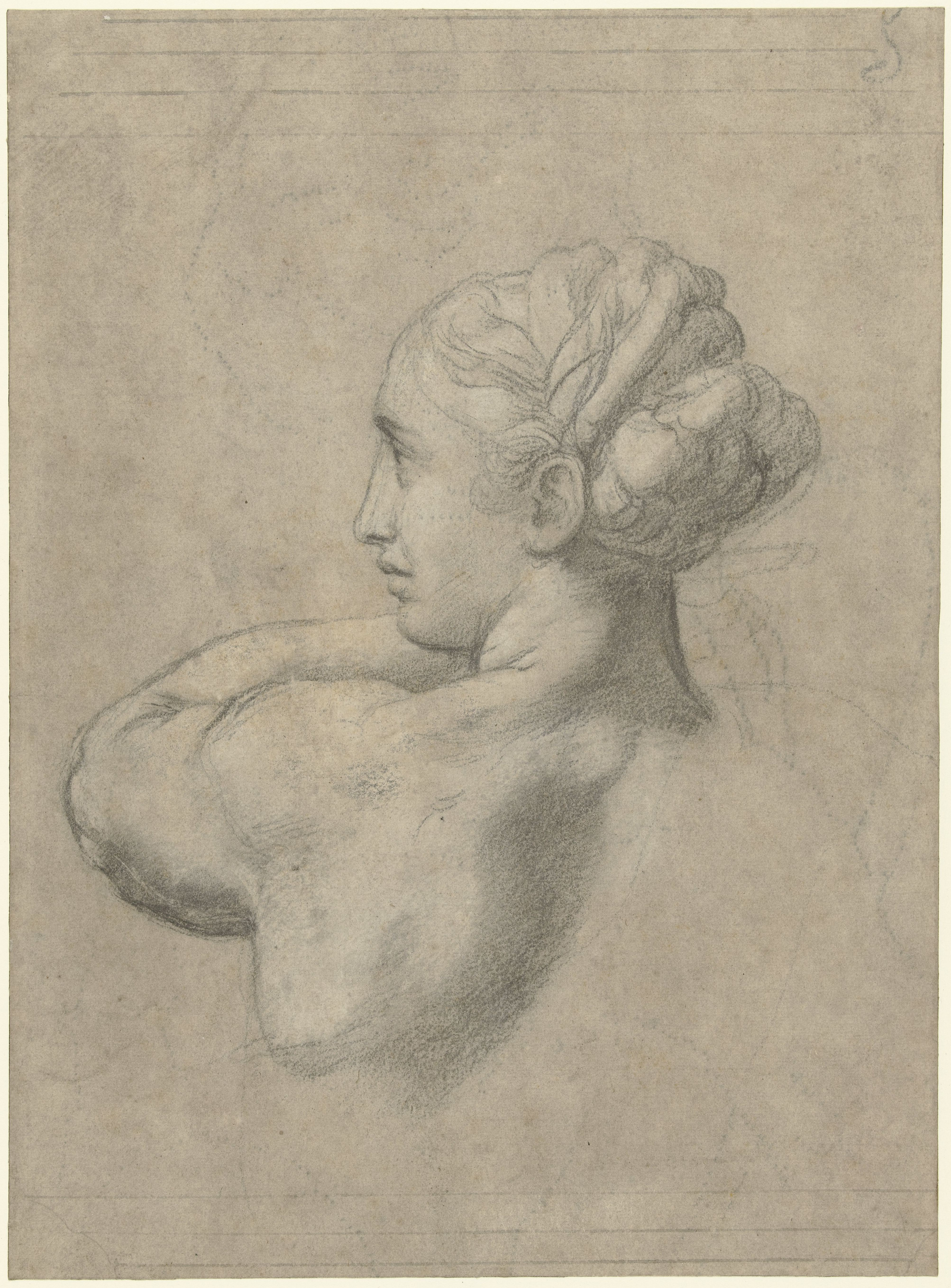
Studie van de knielende vrouw, Rijksmuseum Amsterdam
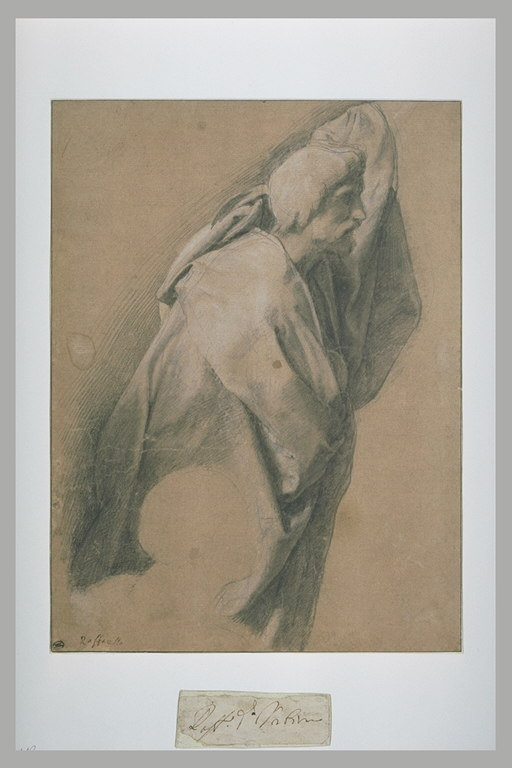
Gewaadstudie voor de wijzende apostel, Louvre, Parijs
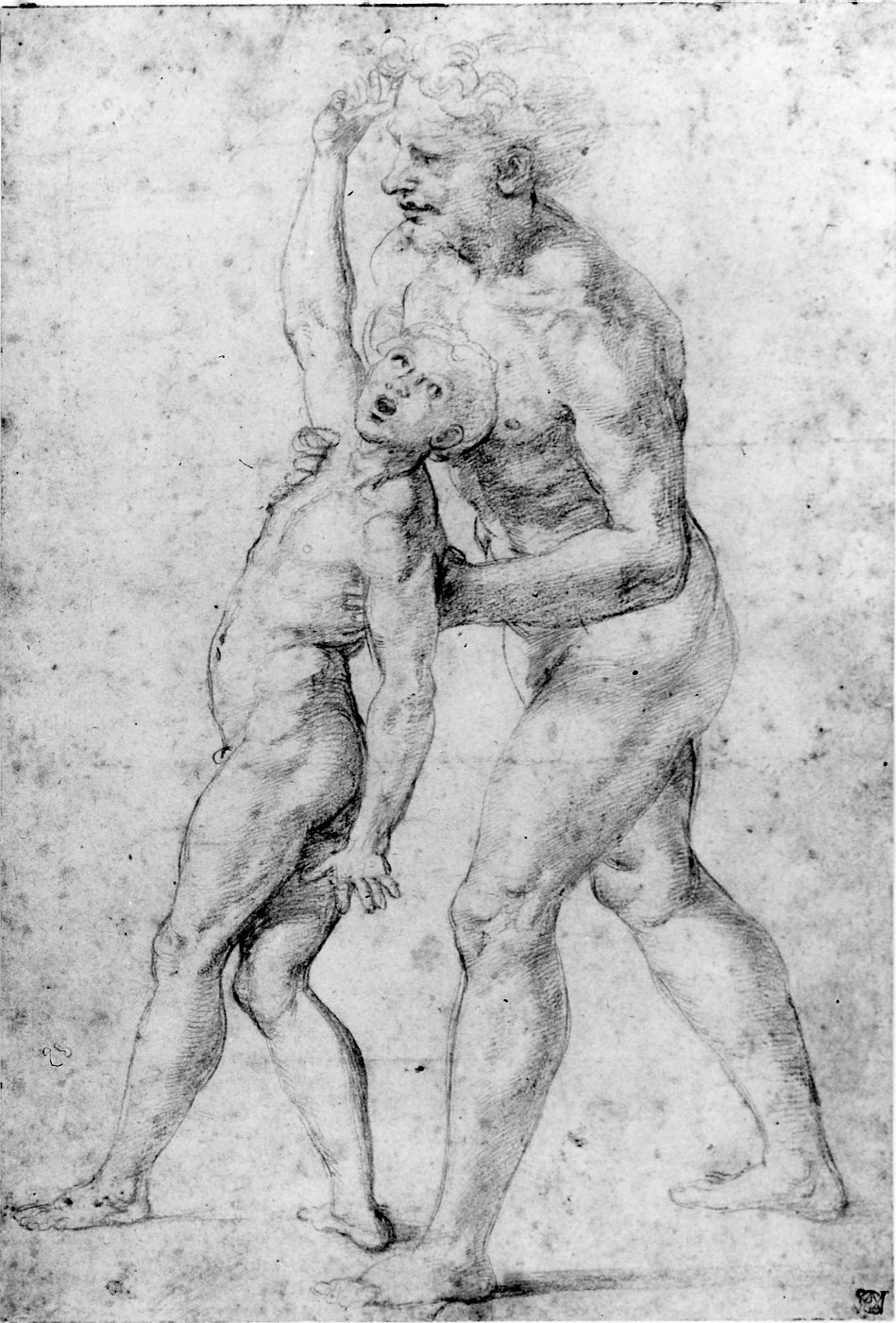
atelier Rafaël (Giulio Romano ?), Studie voor de bezeten jongen en zijn vader, Ambrosiana, Milaan

Er zijn zes studies bewaard gebleven, waarin Rafaël de koppen en handen van de apostelen op ware grootte nader uitwerkte. In het Engels staan deze studies bekend als "auxiliary cartoons", letterlijk "hulpkartons".

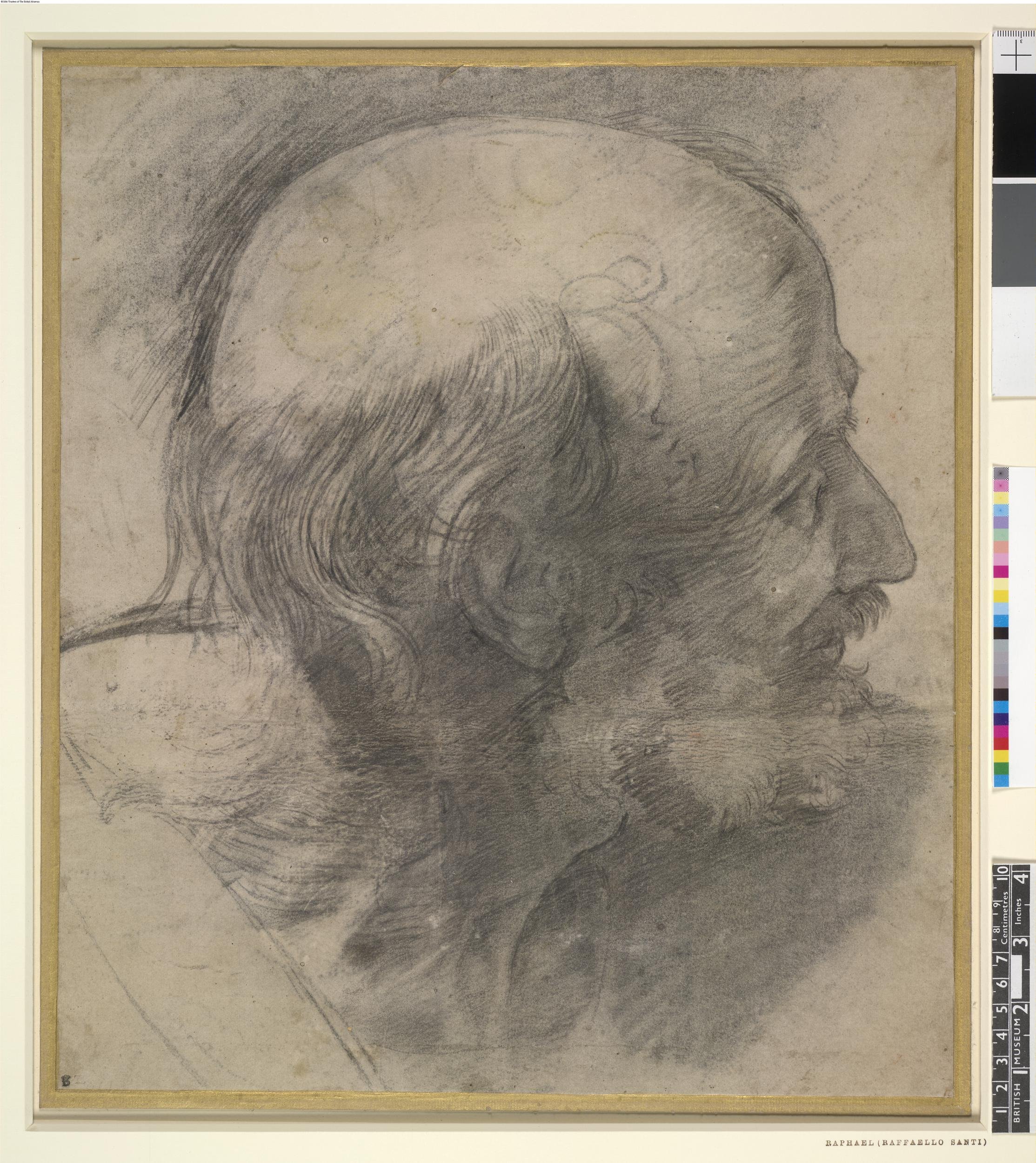
Studie van een apostel (Andreas), British Museum, Londen (1860,0616.96)
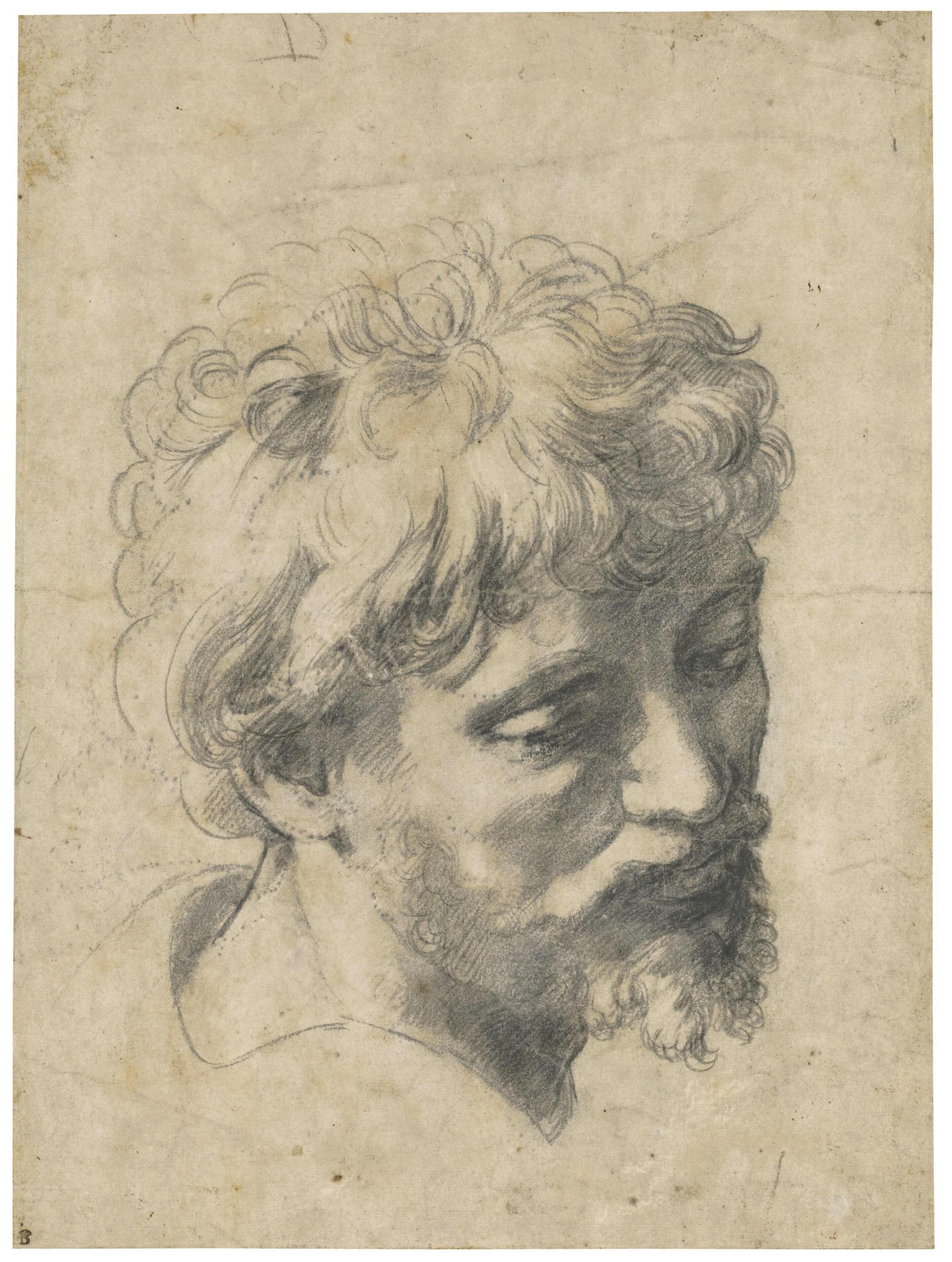
Studie van een apostel, privéverzameling (veiling Sotheby's)
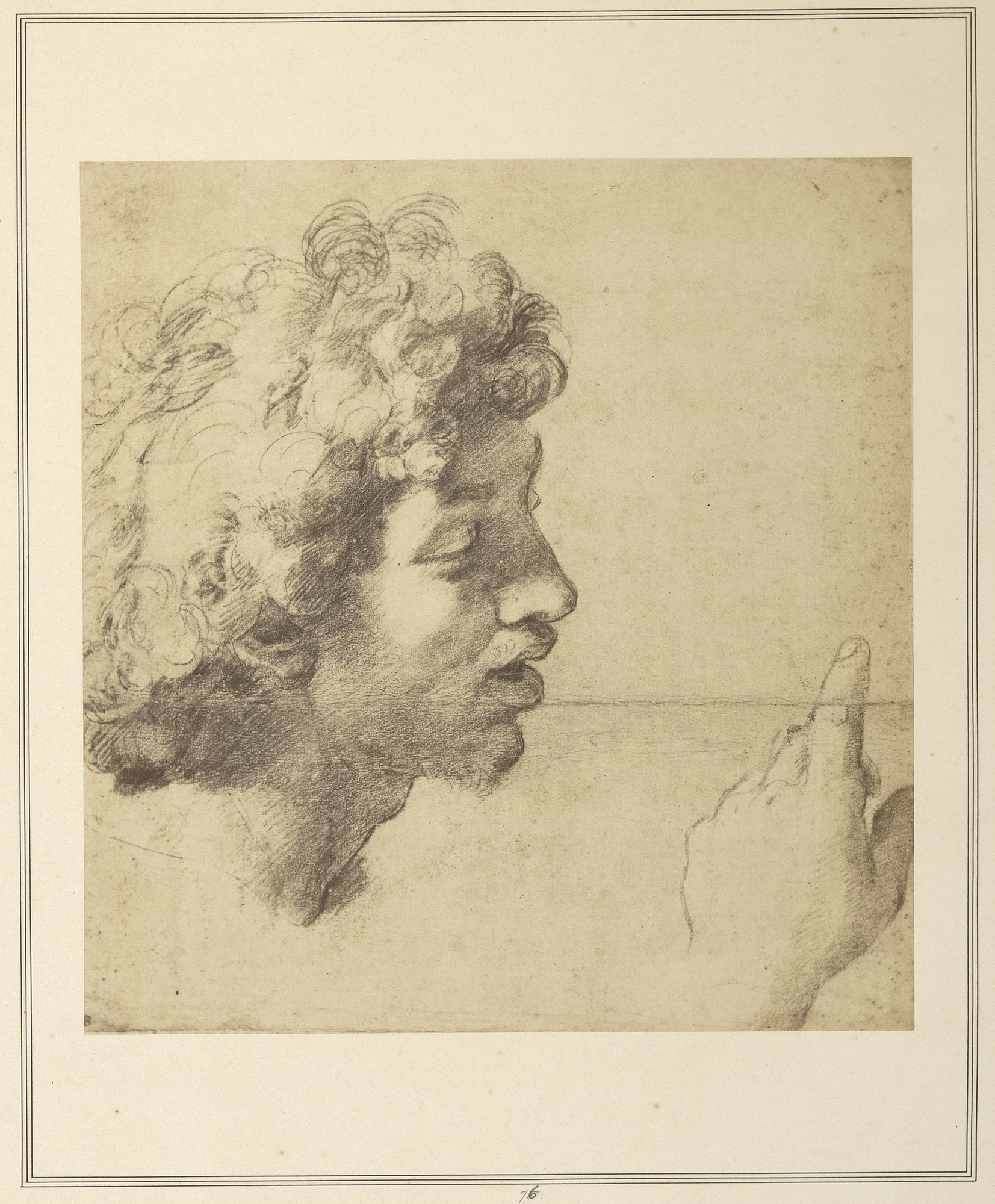
Studie van de wijzende apostel, privéverzameling, V.S.
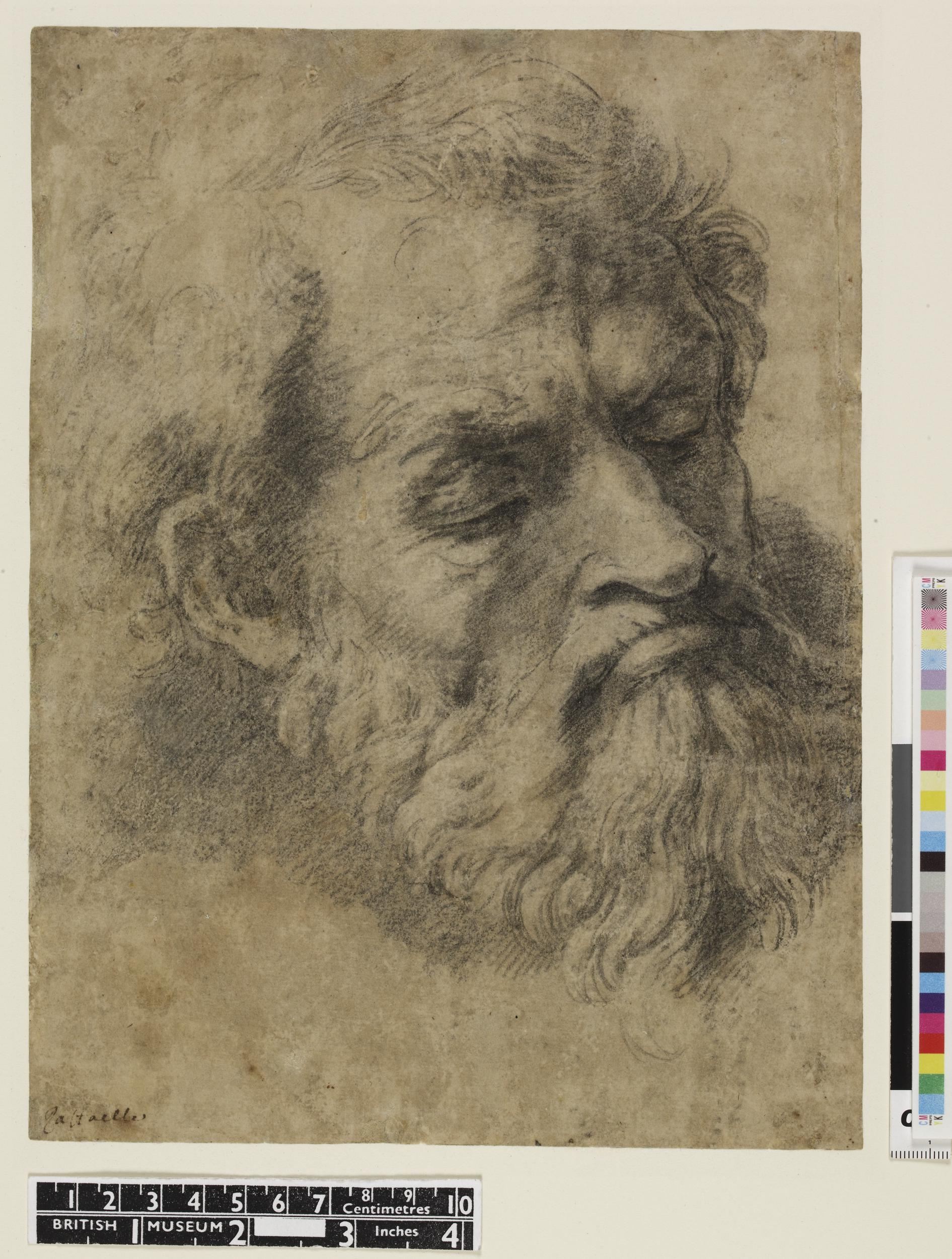
Studie van de kop van een apostel, British Museum, Londen (1895,0915.634)
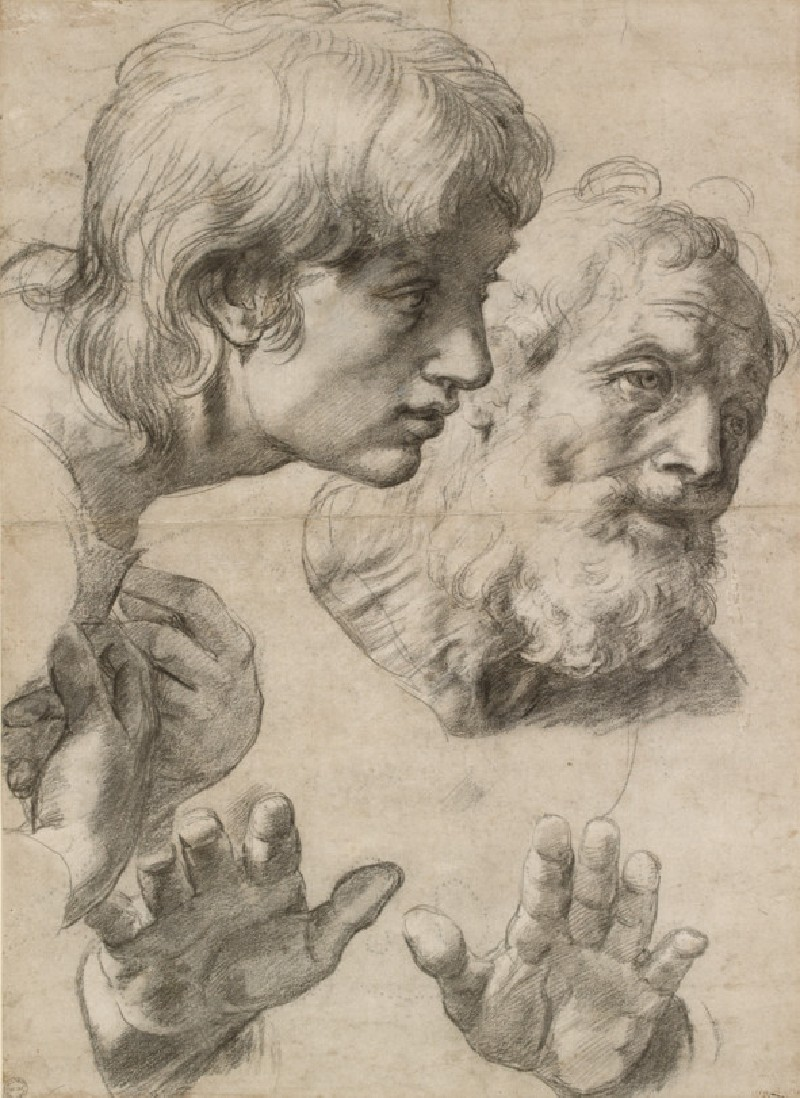
Studie van twee apostelen, Ashmolean Museum, Oxford
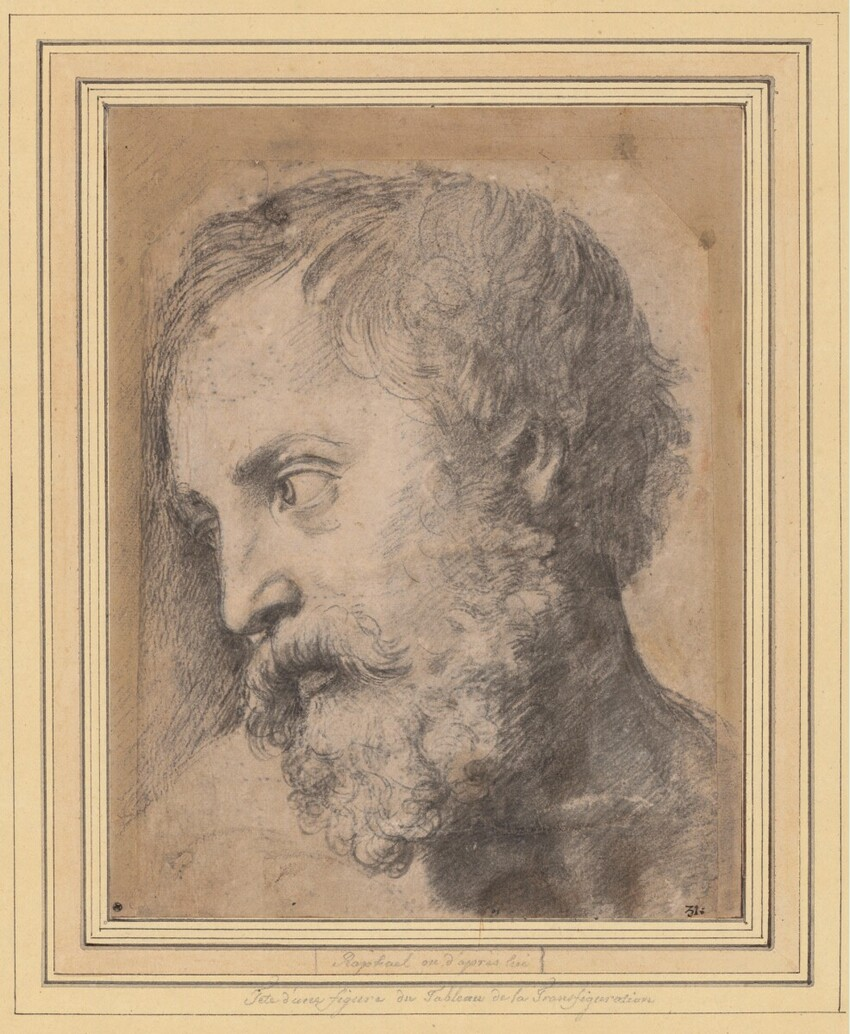
Studie van een apostel, Albertina, Wenen

## Herkomst
Na de dood van Rafaël op 6 april 1520 werd het schilderij volgens Vasari boven zijn katafalk in het Pantheon geplaatst, waarna het zes dagen in het openbaar werd tentoongesteld met De opwekking van Lazarus, het werk dat Sebastiano del Piombo in 1519 had voltooid. Terwijl De opwekking van Lazarus vervolgens, zoals gepland, naar de kathedraal van Narbonne werd gestuurd, besloot kardinaal Giulio de' Medici De transfiguratie bij zich te houden. Later schonk hij het aan de kerk San Pietro in Montorio in Rome, waar het op het hoofdaltaar werd geplaatst. In 1797 liet Napoleon het schilderij na het Verdrag van Tolentino naar Parijs brengen. In 1816 werd het teruggegeven aan het Vaticaan en opgenomen in de pinacotheek van paus Pius VII. Sindsdien behoort het tot de collectie van de Vaticaanse Musea.